# Piero Manzoni
Pour les articles homonymes, voir Manzoni.
Piero Manzoni, né le 13 juillet 1933 à Soncino (province de Crémone), et mort à Milan le 6 février 1963, est un plasticien italien, pionnier de l'Arte povera et de l'art conceptuel.

## Biographie
Influencé par les recherches d'Yves Klein, le travail de Piero Manzoni a anticipé et directement influencé celui de la génération d'artistes italiens plus jeunes réunis par le critique Germano Celant lors de la première exposition d'Arte povera qui s'est tenue à Gênes en 1967.
Manzoni est plus particulièrement connu pour une série d'œuvres mettant en question la nature de l'objet d'art, préfigurant en cela l'art conceptuel. Sa démarche évite les matériaux artistiques courants, utilisant tout ce qui se présente, de la fourrure de lapin aux excréments humains (Merde d'Artiste, 1961), en passant par toute sorte de matériaux, de manière à « découvrir les sources mythologiques et comprendre les valeurs authentiques et universelles. »
En 1958, il met au point les Tables de vérification et les Achromes. Ces derniers sont des toiles et autres surfaces recouvertes de plâtre ou kaolin sur des panneaux de tissus, feutre, coton, peluche ou autres matériaux. La même année, il expose à la galerie Bergamo et bénéficie d'une exposition personnelle à la galerie Pater de Milan avec Enrico Baj et Lucio Fontana.
En 1959, il abandonne le Groupe Nucléaire (Gruppo Nucleare) et se rapproche d'Agostino Bonalumi et Enrico Castellani. Avec ces derniers il fonde la revue Azimuth, où paraissent des textes de Vincenzo Agnetti, Nanni Balestrini et Edoardo Sanguineti avec des illustrations d'Yves Klein, Arnaldo Pomodoro, Robert Rauschenberg, Jasper Johns, Piero Dorazio, Gastone Novelli et Franco Angeli. De même, en 1959, il entre en contact avec le Groupe NUL d'Amsterdam et le Groupe ZERO de Düsseldorf et, tout en continuant ses recherches sur les Achromes, il commence à créer des objets conceptuels comme les Lignes (Linee) sur des bandes de papier qui peuvent atteindre 7200 m de long, avant d'être enroulées dans un tube.
En 1959, Piero Manzoni rencontre Nanda Vigo. Ils forment un couple très proche. Toutefois, il lui interdit de travailler en déclarant  « nous ne sommes pas la famille Curie. L’artiste, c’est moi, toi, tu restes à la maison ». Elle l'accompagne dans tous ses projets.
En mai 1960, il produit 45 Corps d'air (Corpi d'aria), simples ballons remplis d'air, et d'autres de son propre souffle qu'il nommera Souffles d'artiste (Fiato d'artista), puis le 21 juillet 1960, lors de sa plus fameuse performance réalisée au siège de sa revue et intitulée Consommation d'art dynamique par le public dévoreur d'art, il appose ses empreintes digitales sur 70 œufs durs ou Œuf avec empreinte (Uova con impronta) qu'il mange et distribue au public. Toujours en 1960, il réalise une Sculpture dans l'espace (Scultura nello spazio) constituée d'une sphère pneumatique de 80 cm de diamètre maintenue en suspension par un jet d'eau.

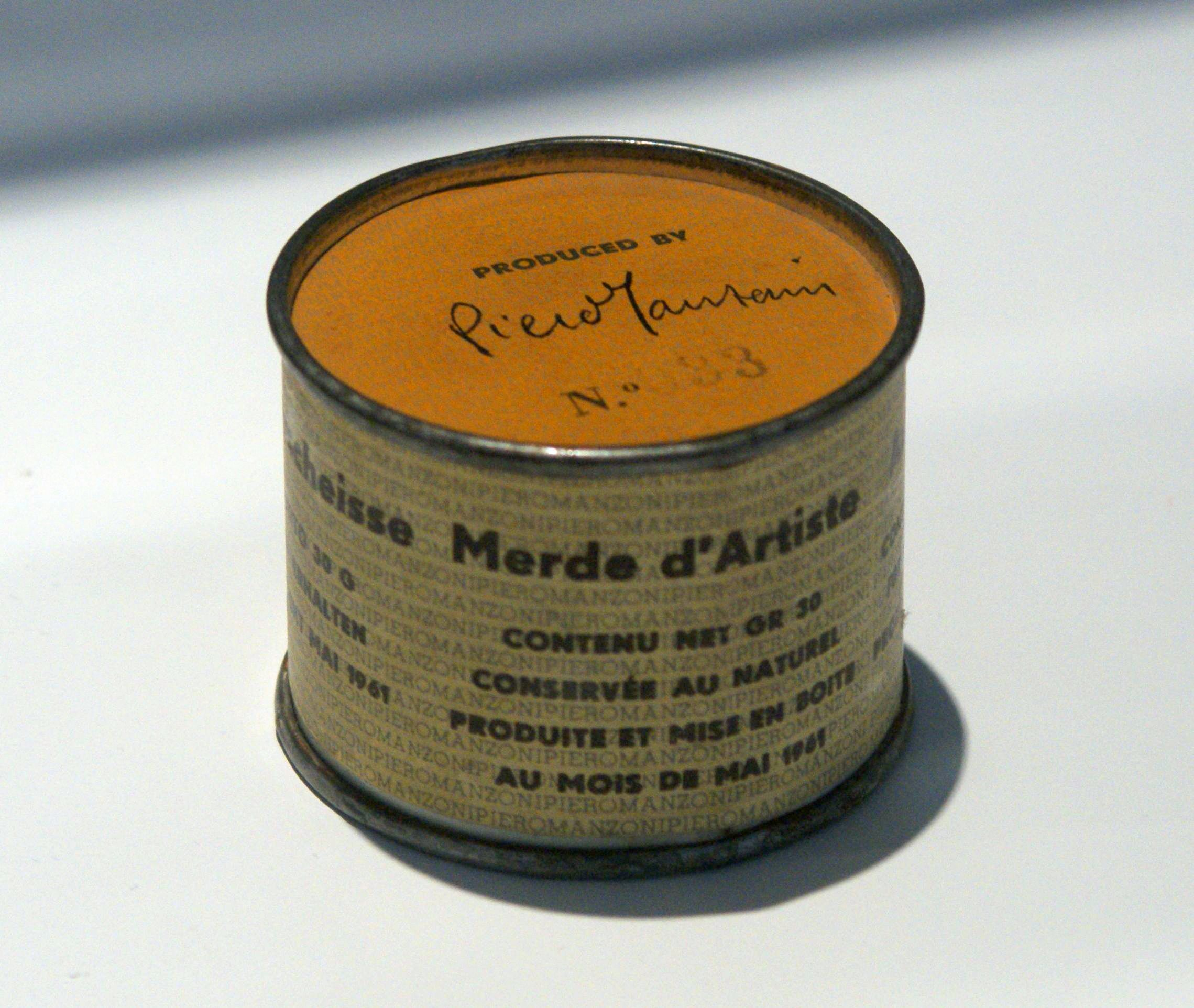
Merde d'Artiste, 1961.

En 1961, il signe des corps vivants à la Galerie La Tartaruga de Rome, comme s'il s'agissait d'œuvres d'art, appelés ensuite Sculptures vivantes, en émettant des certificats d’authenticité, qu'il délivre notamment à Umberto Eco, Marcel Broodthaers et Mario Schifano. Avec des piédestaux nommés Socles magiques (Basi magiche) il transforme en œuvre d'art tous ceux qui montent dessus. En 1961, il installe également au Herning Kunstmuseum au Danemark le Socle du monde, hommage à Galilée (Base del mondo) un cube d'acier corten retourné à l'envers sur le sol comme s'il supportait le globe terrestre. Le 24 avril 1961, il met en vente 90 boîtes de conserves contenant ses propres excréments qu'il nomme Merde d'Artiste (Merda d'Artista).
Son œuvre est vue par certains comme une critique de la production de masse et de la société de consommation qui changèrent la société italienne (le « miracle économique ») après la Seconde Guerre mondiale.
Il meurt d'une crise cardiaque le 6 février 1963.